# Helena Rubinstein

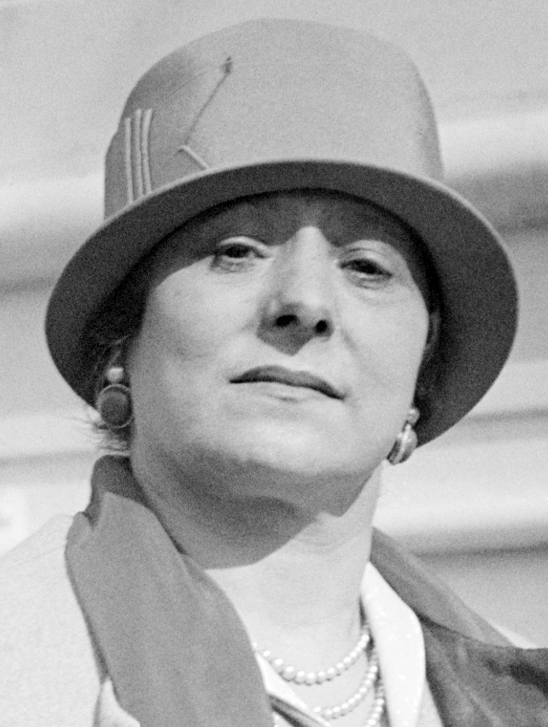
Helena Rubinstein

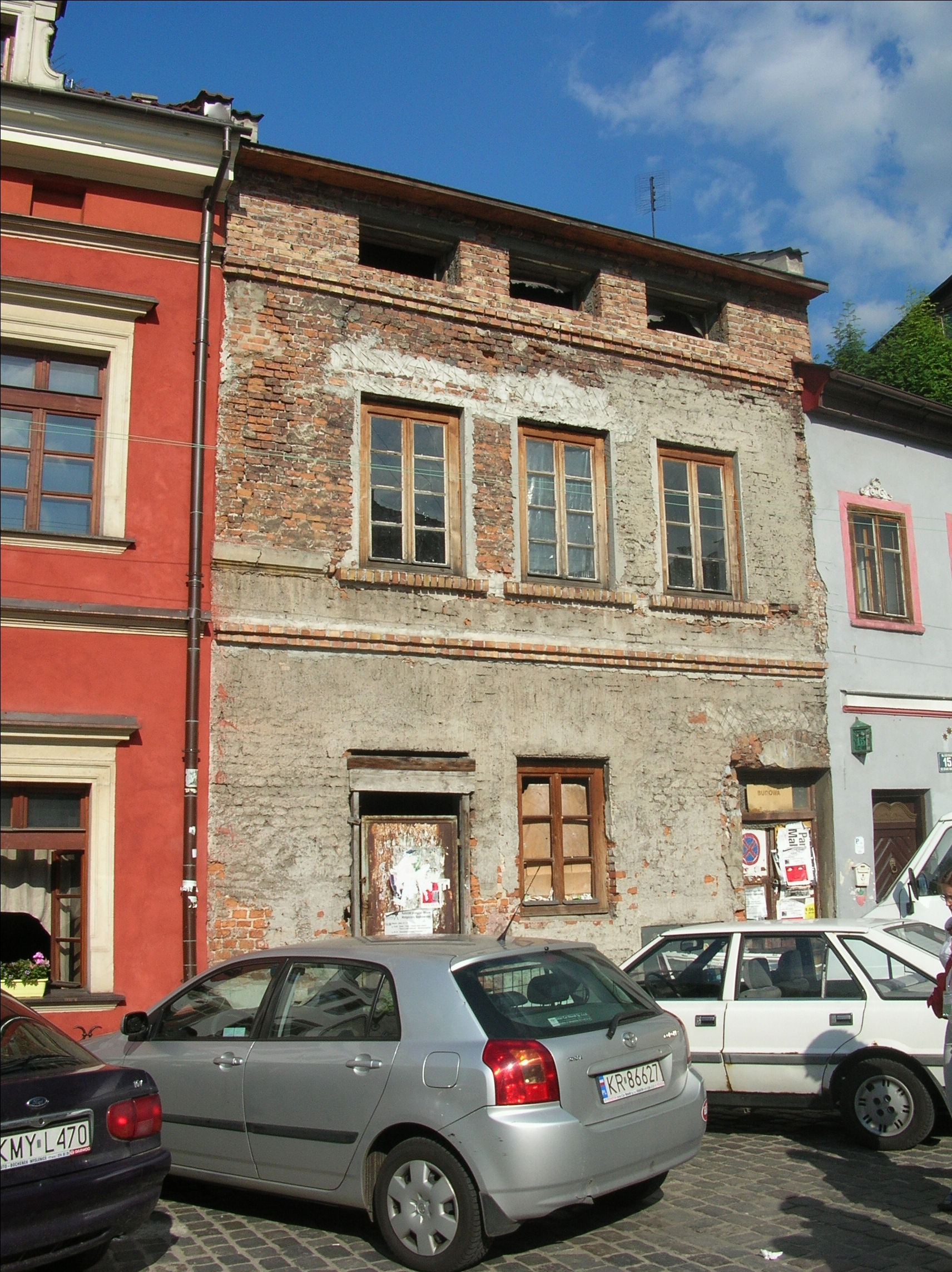
Het geboortehuis van Rubinstein

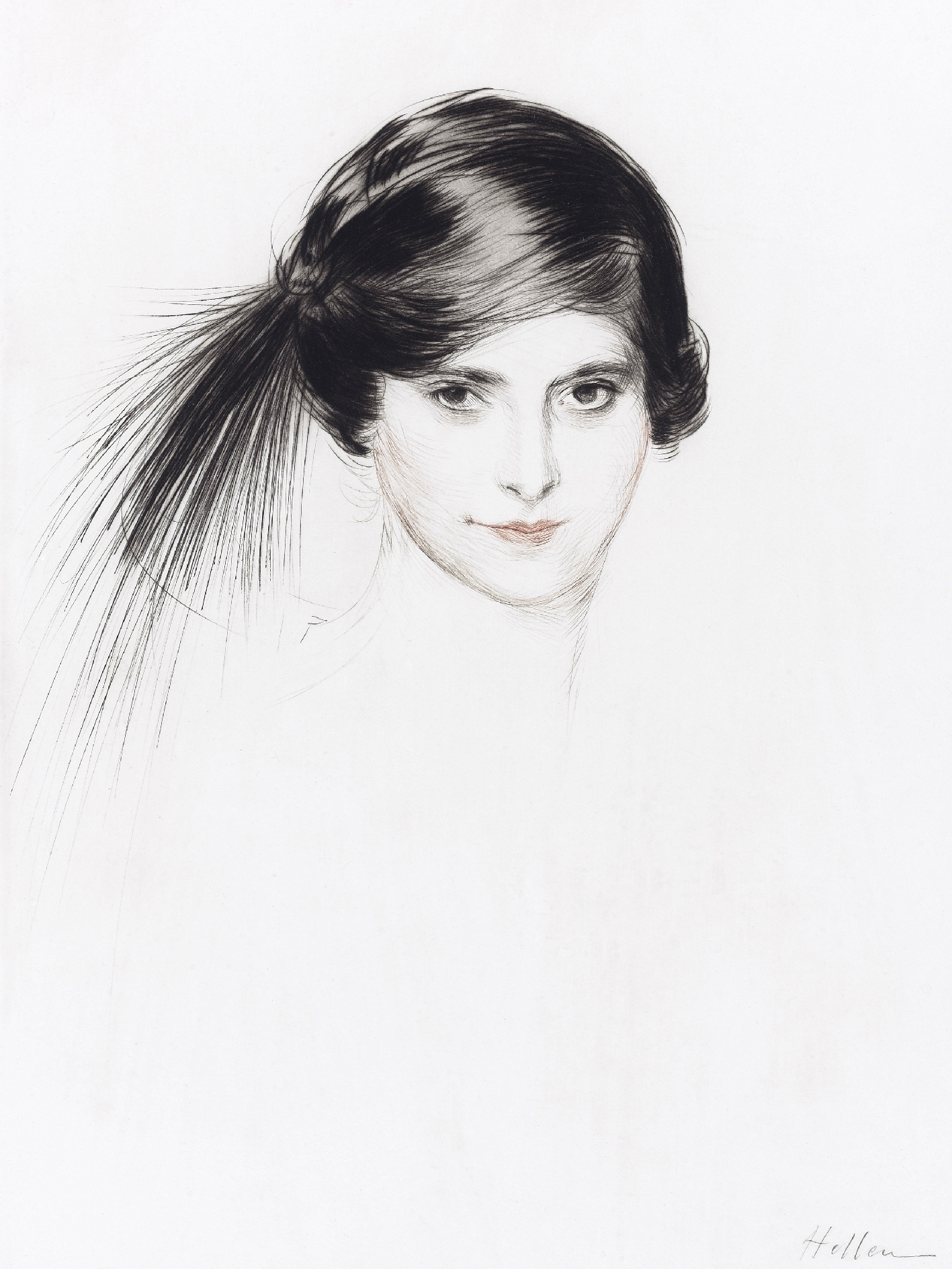
Rubinstein door Paul César Helleu (1908)

Helena Rubinstein, geboren als Chaja Rubinstein, (Krakau, 25 december 1870 – New York, 1 april 1965) was een Pools-Amerikaanse cosmetica-industrieel. Ze is de oprichtster en naamgeefster van Helena Rubinstein, Incorporated, het bedrijf waarmee zij een van de rijkste vrouwen ter wereld werd.

## Biografie
Rubinstein werd geboren en groeide op in een joodse wijk in Krakau (destijds Oostenrijk-Hongarije, sinds 1919 Polen), als dochter van een winkeleigenaar en als oudste van acht kinderen. Ze studeerde korte tijd geneeskunde in Zwitserland, maar mogelijk was dat een leugen. In 1902 verhuisde ze naar Australië, waarschijnlijk omdat haar ouders haar wilde uithuwelijken aan een oude, rijke weduwnaar. Een jaar later opende ze daar haar eerste winkel en veranderde ze haar voornaam van Chaja in het meer internationaal klinkende Helena. In haar winkel verkocht ze zogenaamde "medicinale formules en zalfjes" gemaakt van ingrediënten die volgens haar uit de Karpaten kwamen, maar in werkelijkheid getrokken waren van schapenolie waarvan de geur werd gemaskeerd door lavendel, pijnboomschors en waterlelies. De winkel in Melbourne was een van de eerste schoonheidssalons, cosmetica werd voor die tijd voornamelijk gebruikt door prostituees en actrices.
In 1908 nam haar zuster Ceska de winkel in Melbourne over en verhuisde Helena naar Londen, met ruim $100.000 winst van haar Australische winkel op zak, om daar haar imperium verder uit te breiden.
In 1908 trouwde ze in Londen met de Amerikaanse journalist Edward William Titus. Ze kregen twee zoons, Roy Valentine (1909) en Horace (1912). Het gezin verhuisde naar Parijs waar Rubinstein in 1912 een salon opende. Toen de Eerste Wereldoorlog uitbrak, verhuisde het gezin naar New York, waar Rubinstein in 1915 een salon opende, de eerste van haar keten aldaar. Rond deze tijd begon ook de concurrentiestrijd tussen Rubinstein en die andere grande dame in de cosmetica-industrie, Elizabeth Arden. Zowel Rubinstein als Arden, die nog geen achttien maanden na elkaar overleden, waren social climbers: beiden arm geboren en zeer rijk gestorven. Ze waren beiden zeer bedreven in marketing en goed op de hoogte van de waarde van een luxueuze verpakking van hun producten, de aantrekkingskracht van goedgeklede verkopers van hun schoonheidsproducten en het verkopen van de pseudowetenschap van huidverzorging.
Rubinstein was een van de eerste die bedacht om gezichtscrème in drie versies te maken, dagcrème, nachtcrème en anti-rimpelcrème, waardoor ze een grotere omzet kon maken. Ook classificeerde zij verschillende huidtypes.
Vanaf 1917 nam Rubinstein de fabricage en groothandel van haar producten op zich. De door haar organiseerde "Day of Beauty" in haar salons werden een groot succes. In advertenties deed Rubinstein zich voor als een mannequin van middelbare leeftijd met een niet-joods voorkomen. Rubinstein besteedde veel aandacht aan de inrichting van de salons. ZIj hing er kunst op van onder andere Fernand Léger, Amedeo Modigliani en Giorgio de Chirico. Ze liet de salons ontwerpen door interieurontwerpers. Zij liet zichzelf ook door vele kunstenaars portretteren.
In 1928, vlak voor de beurskrach, verkocht Rubinstein het Amerikaanse deel van haar onderneming voor $7,3 miljoen aan de Lehman Brothers. De Lehman Brothers wisten zich echter geen raad met een cosmeticaconcern en de opbrengsten en de goede naam van het bedrijf kelderden. Rubinstein kon dit niet aanzien en kocht de vrijwel waardeloze aandelen na de "grote depressie" terug voor minder dan $1 miljoen. Uiteindelijk wist ze het bedrijf in korte tijd weer bijzonder winstgevend te maken door salons en verkooppunten te openen in elf Amerikaanse steden. Ze opende een kuuroord aan 715 Fifth Avenue met daarin een restaurant, een gymnastieklokaal en vloerkleden van Joan Miró. Ze kreeg Salvador Dalí zover dat hij voor haar een poederdoos ontwierp en een portret van haar schilderde.
In 1934 introduceerde ze crème met hormonen, om veroudering van de huid tegen te gaan.
In 1937 scheidde Rubinstein van Titus, na een huwelijk dat bol stond van ruzies en ontrouw. In 1938 trouwde ze met Prins Artchil Gourielli-Tsjkonia (1895-1955), een Georgiër die claimde af te stammen van de Georgische koninklijke familie. Hij was 23 jaar jonger dan Rubinstein. Rubinstein noemde een van haar productlijnen naar de "prins", wiens koninklijke afkomst zeer betwistbaar was. Kwade tongen beweerden dat Rubinsteins huwelijk slechts een marketingstunt was, aangezien ze zich nu "Prinses Gourielli" kon noemen.
In 1939 introduceerde Rubinstein de eerste watervaste mascara In 1939 vluchtte Rubinstein voor het antisemitisme naar New York. Maar ook daar kreeg ze met Jodenhaat te maken. Toen ze een ruimte aan Park Avenue wilde huren, werd haar dat verboden. Vervolgens kocht ze het hele pand.
Rubinstein was een multimiljonair vol contrasten. Ze nam elke dag een lunchpakketje mee naar haar werk, was ook op andere fronten bijzonder sober, maar kocht wel kleding van topontwerpers en was verzot op kunst en antieke meubelen. Zo richtte ze onder meer de Helena Rubinstein Pavilion of Contemporary Art op in Tel Aviv en stichtte ze in 1953 de filantropische Helena Rubinstein Foundation, een stichting die organisaties betreffende zowel gezondheid en medisch onderzoek als de Amerikaans-Israëlische Cultural Foundation van fondsen voorzag.
Ze verzamelde portretten van zichzelf, door onder andere Raoul Dufy, Salvador Dalí, Marie Laurencin en Pavel Tchelitchew. Ook verzamelde zij Afrikaanse etnografica. Ze had een appartement in Manhattan met 26 kamers, waarin ze allerlei Europese schilderkunst hing. Ook had zij een poppenhuis met 24 kamers.
Rubinstein bleef gedurende haar hele leven zeer actief in haar imperium, zelfs op haar ziekbed.

## Helena Rubinsteinprijs
Rubinstein gold als stimulator van de kunst en de wetenschap. Ze gaf opdracht tot het maken van schilderijen en werd zelf ook door circa vijftig schilders geportretteerd. Sinds 1998 reikt de Helena Rubinstein-Foundation de Helena Rubinsteinprijs uit die met ondersteuning van UNESCO jaarlijks 20.000 dollar uitreikt aan vier onderzoeksters.

## Na haar overlijden
- In 1973 werd het bedrijf Helena Rubinstein, Inc. verkocht aan Colgate Palmolive en het is nu eigendom van L'Oréal.[7][8]
- Over haar leven verscheen een documentaire: Grossman, Ann Carol en Arnie Reisman. Powder and glory : lipstickdiva's: Helena Rubinstein en Elizabeth Arden. Center for Independent Documentary, Sharon, MA. 86 min.[9] In april 2009 bekroond met een zilveren medaille op het Chicago International Film Festival (Hugo Television Awards division).
- In 2011 werden twintig portretschilderijen van haar geveild bij Sotheby's.[5]
- In 2019 werd een expositie aan haar en haar kunstverzameling gewijd in het Musée Art et d’Histoire du Judaïsme in Parijs.